# Čistá (powiat Rakovník)
Čistá – miasteczko i gmina w Czechach, w powiecie Rakovník, w kraju środkowoczeskim. Według danych z dnia 1 stycznia 2021 liczyła 903 mieszkańców.